# Top model per uccidere
Top model per uccidere (Hired to Kill) è un film statunitense del 1990 diretto da Niko Mastorakis. Il film ebbe anche il titolo italiano alternativo Top model - Sfilata all'inferno.

## Trama
Frank Ryan è un mercenario incaricato di liberare in un'isola greca un leader politico in mano ai ribelli capitanati da Michael Bartos; per fare ciò si finge così un fotografo di moda e porta con sé delle modelle che in realtà sono ex detenute che cercheranno di aiutarlo nel difficile compito.

## Produzione e distribuzione
Il film è uscito in Italia sotto forma di DVD il 3 maggio 2007.